# 악시에볼라그
《악시에볼라그》(스웨덴어: Aktiebolag, AB)는 주식회사라는 뜻의 스웨덴어이다. 회사 이름으로 사용될때에는 "AB"나 "Ab"로 축약된다. 이러한 악시에볼라그를 등록하는 정부기관은 Bolagsverket(스웨덴 회사 등록청)이다.